# Pasivno biračko pravo
Pravo sudjelovati na izborima kao kandidat te biti izabran za predstavnika (zastupnika) građana u vlasti, u izbornom pravu naziva se pasivno biračko pravo.
Da bi se neko mogao kandidirati na izborima obično se zahtjeva ispunjavanje određenih uvjeta:
- državljanstvo države u kojoj se kandidat natječe,
- određen broj godina života,
- prebivalište ili stalno boravište na području države, odnosno u nekom njezinom dijelu, kao određeno vrijeme boravka na tom području
- ponekad se traži ispunjavanja uvjeta nekažnjavanja, kao i neki dodati uvjeti (npr. članstvo u stranci, partiji, itd.)

Ispunjenje kojih od gore navedenih uvjeta će se tražiti, ovisi o ustavnopravno uređenja, ali i o izbornom zakonodavstvu dotične države.
Iako u svim državama dob koja se traži za pasivno biračko pravo nije izjednačena s dobi koja je potrebna za aktivno biračko pravo, smatra se da je jedino izjednačavanje uvjeta za stjecanje tih dvaju elementa biračkog prava u skladu s demokratskim izbornim načelima. Primjer neizjednačenog praga za ostavarivanje aktivnog i pasivnog biračkog praga su u SAD-u, gdje npr. predsjednika biraju svi državljani s napunjenih 18 godina života, dok se za predsjednika može kandidirati osoba koja ima najmanje 35 godina života. U Republici Hrvatskoj ta granica je izjednačena tako da puno aktivno i pasivno biračko pravo imaju državljani s navršenih 18 godina života.
Osim razlike u dobi u nekim zemljama, posebno onim koji imaju visok stupanj imigracije, pasivno pravo glasa ne priznaje se državljanima koji su ga naknadno stekli, odnosno koji nisu državljani po rođenju, ili im se to pravo priznaje tek nakon proteka određenog roka (npr. 5 ili 10 godina).